# Tärnsjön (Undenäs socken, Västergötland)
Tärnsjön är en sjö i Karlsborgs kommun i Västergötland och ingår i Motala ströms huvudavrinningsområde. Sjöns area är 0,003 kvadratkilometer och den befinner sig 138 meter över havet.